# Јакуб Вадлејх
Јакуб Вадлејх (чеш. Jakub Vadlejch; Праг; 10. октобар 1990.) је чешки атлетичар који се такмичи у бацању копља. Он је освојио сребрну медаљу на Олимпијским играма 2020. године. Такође је освојио је бронзану медаљу на Светским првенствима 2022. и 2023. и сребрну медаљу 2017. године. На Првенствима Европе у атлетици освојио је сребрну медаљу 2022. и златну 2024. године. Такође је освојио титуле у Дијамантској лиги 2016, 2017 и 2023.
Вадлејх је учествовао у финалима у бацању копља на Светском првенству за млађе јуниоре 2007., Светском јуниорском првенству 2008. и Европском првенству за јуниоре 2009. године.
На Олимпијским игреама у Токију 2020. Вадлејх је освојио сребрну медаљу у бацању копља иза Индијца Нираџа Чопре.

## Међународна такмичења
| Година                         | Такмичење                           | Место                          | Позиција                       | Дисциплина                     | Резултат                       | Белешка                        |
| Представљајући Чешку Републику | Представљајући Чешку Републику      | Представљајући Чешку Републику | Представљајући Чешку Републику | Представљајући Чешку Републику | Представљајући Чешку Републику | Представљајући Чешку Републику |
| ------------------------------ | ----------------------------------- | ------------------------------ | ------------------------------ | ------------------------------ | ------------------------------ | ------------------------------ |
| 2007                           | Светско првенство за млађе јуниоре  | Острава, Чешка Република       | 12.                            | Бацање копља                   | 65.63 м *                      | * Копље тешко 700 грама        |
| 2008                           | Светско првенство за јуниоре        | Бидгошч, Пољска                | 10.                            | Бацање копља                   | 68.79 м                        |                                |
| 2009                           | Европско првенство за јуниоре       | Нови Сад, Србија               | 8.                             | Бацање копља                   | 69.63 м                        |                                |
| 2010                           | Европско првенство                  | Барселона, Шпанија             | 16.                            | Бацање копља                   | 76.04 м                        |                                |
| 2011                           | Европско првенство за млађе сениоре | Острава, Чешка Република       | –                              | Бацање копља                   | Без пласмана                   |                                |
| 2011                           | Светско првенство                   | Даегу, Јужна Кореја            | 16.                            | Бацање копља                   | 80.08 м                        |                                |
| 2012                           | Олимпијске игре                     | Лондон, Уједињено Краљевство   | 25.                            | Бацање копља                   | 77.61 м                        |                                |
| 2014                           | Европско првенство                  | Цирих, Швајцарска              | 20.                            | Бацање копља                   | 75.14 м                        |                                |
| 2015                           | Светско првенство                   | Пекинг, Кина                   | 20.                            | Бацање копља                   | 78.95 м                        |                                |
| 2016                           | Европско првенство                  | Амстердам, Холандија           | 9.                             | Бацање копља                   | 78.12 м                        |                                |
| 2016                           | Олимпијске игре                     | Рио де Жанеиро, Бразил         | 8.                             | Бацање копља                   | 82.42 м                        |                                |
| 2017                           | Светско првенство                   | Лондон, Уједињено Краљевство   | 2.                             | Бацање копља                   | 89.73 м                        |                                |
| 2018                           | Европско првенство                  | Берлин, Немачка                | 8.                             | Бацање копља                   | 80.64 м                        |                                |
| 2019                           | Светско првенство                   | Доха, Катар                    | 5.                             | Бацање копља                   | 82.19 м                        |                                |
| 2021                           | Олимпијске игре                     | Токио, Јапан                   | 2.                             | Бацање копља                   | 86.67 м                        |                                |
| 2022                           | Светско првенство                   | Јуџин, САД                     | 3.                             | Бацање копља                   | 88.09 м                        |                                |
| 2022                           | Европско првенство                  | Минхен, Немачка                | 2.                             | Бацање копља                   | 87.28 м                        |                                |
| 2023                           | Светско првенство                   | Будимпешта, Мађарска           | 3.                             | Бацање копља                   | 86.67 м                        |                                |
| 2024                           | Европско првенство                  | Рим, Италија                   | 1.                             | Бацање копља                   | 88.65 м                        |                                |
| 2024                           | Олимпијске игре                     | Париз, Француска               | 4.                             | Бацање копља                   | 88.50 м                        |                                |